# Brera Ilch FC
Der Brera Ilch FC Football Club, ehemals Bayanzürkh Sporting Ilch Football Club, ist ein 2020 gegründeter mongolischer Fußballverein aus Ulaanbaatar, der aktuell in der ersten Liga, der National Premier League, spielt.

## Geschichte
Der Verein wurde 2020 unter dem Namen Erdenes Ilch Football Club gegründet. In seiner ersten Spielzeit im Nationalen Amateurpokal 2020 gelang dem Klub der zweite Platz und schaffte den Aufstieg in die Dritte Liga. Im folgenden Jahr gelang der zweite Aufstieg in die Zweite Liga. Nach einem enttäuschenden 7. Platz in seiner ersten Saison in der zweiten Liga erholte sich der Verein und holte sich in der Saison 2022/23 im zweiten Anlauf den Titel und stieg somit in die erste Liga auf. Im Sommer 2023 wurde der Verein in Bayanzürkh Sporting Ilch Football Club umbenannt. Paar Monate später im September 2023 wurde der Verein von der Brera Holdings übernommen und wurde im März 2024 erneut umbenannt, dieses Mal in Brera Ilch FC. Es ist mit FK AP Brera Strumica, Brera Calcio und Brera Tchumene FC eines von bisher vier Clubs des Unternehmens.

## Erfolge
- Mongolia 1st League: 2022/23  ▲
- National Amateur Cup: 2020 (2. Platz)  ▲
- Mongolia Second League: 2021  ▲

## Stadion

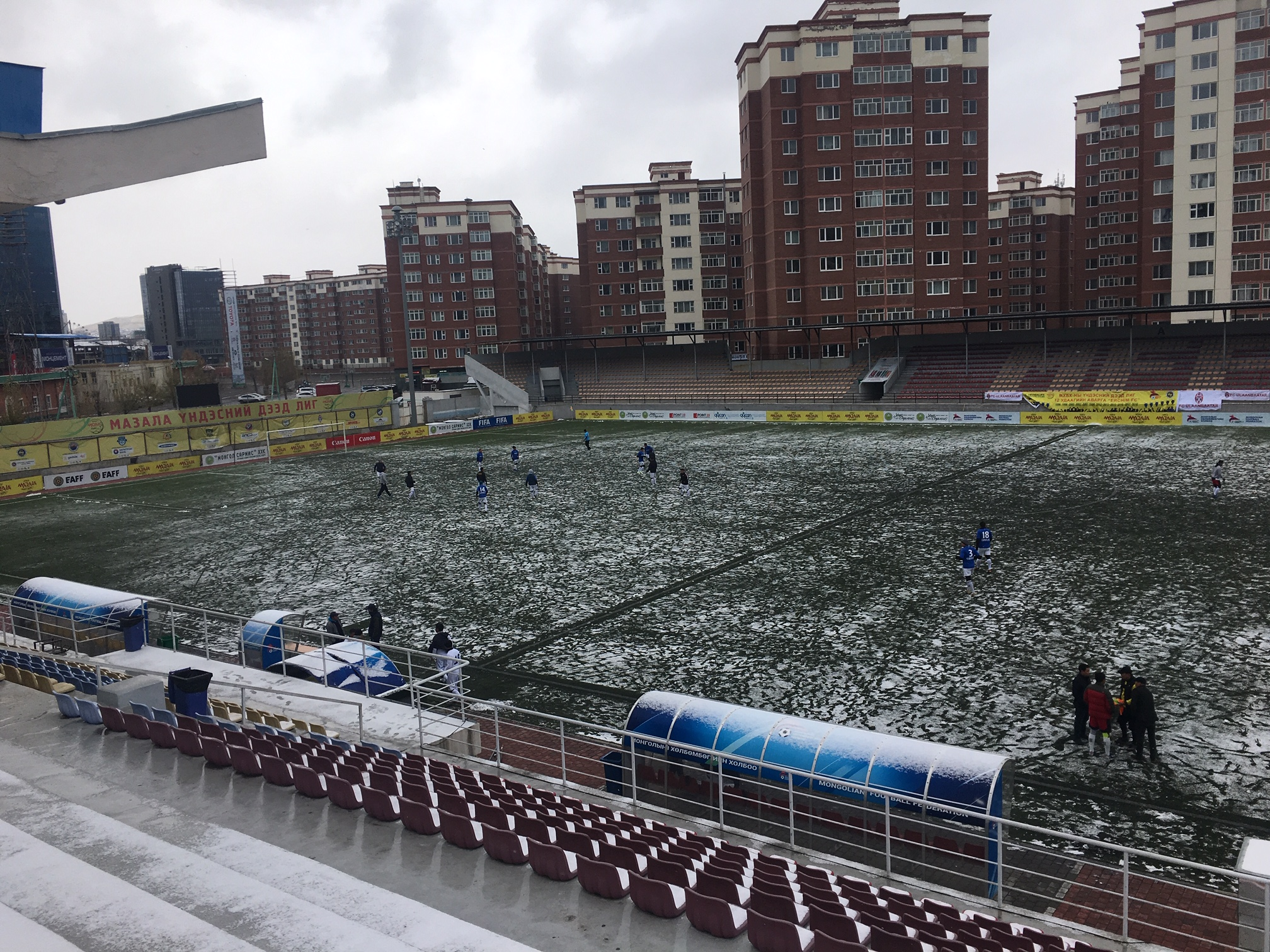
MFF Football Centre

Der Verein trägt seine Heimspiele im MFF Football Centre in Ulaanbaatar aus. Das Stadion hat ein Fassungsvermögen von 2000 Personen.

## Saisonplatzierung
| Saison                      | Liga                    | Level           | Platz           | Mongolia Cup    |
| Erdenes Ilch FC             | Erdenes Ilch FC         | Erdenes Ilch FC | Erdenes Ilch FC | Erdenes Ilch FC |
| --------------------------- | ----------------------- | --------------- | --------------- | --------------- |
| 2020                        | National Amateur Cup    | 4               | 2. ▲            |                 |
| 2021                        | Mongolia Second League  | 3               | 1. ▲            |                 |
| 2021/22                     | Mongolia 1st League     | 2               | 7.              |                 |
| 2022/23                     | Mongolia 1st League     | 2               | 1. ▲            | Halbfinale      |
| Bayanzürkh Sporting Ilch FC |                         |                 |                 |                 |
| 2023/24                     | National Premier League | 1               | 8.              | Achtelfinale    |
| 2024/25                     | National Premier League | 1               | 10. ▼           |                 |

## Trainerchronik
| Trainer    | Nation   | von  | bis   |
| ---------- | -------- | ---- | ----- |
| E. Chinbat | Mongolei | 2020 | heute |